# Trichosteleum pseudo-acuminulatum
Trichosteleum pseudo-acuminulatum är en bladmossart som beskrevs av C. Müller, Ferdinand François Gabriel Renauld och Jules Cardot 1905. Trichosteleum pseudo-acuminulatum ingår i släktet Trichosteleum och familjen Sematophyllaceae. Inga underarter finns listade i Catalogue of Life.